# Ondřej Petrák
Ondřej Petrák (* 11. březen 1992, Praha) je český fotbalový záložník či obránce a bývalý mládežnický reprezentant, od ledna 2022 hráč českého mužstva Bohemians Praha 1905. Mimo Česko působil na klubové úrovni v Německu a na Slovensku. V týmu 1. FC Norimberk hrál na pozici stopera (neboli středního obránce), avšak převážně se jedná o defenzivního záložníka. Jeho fotbalovými vzory jsou Paul Scholes a Cristiano Ronaldo.

## Klubova kariéra
Fotbalově začínal v Olympii Dolní Břežany v pěti letech, následně pokračoval v žácích mužstev ABC Braník a FC Bohemians Praha. Od roku 2002 působil v mládežnických kategoriích Slavie Praha. V dorostu byl kapitánem.

### SK Slavia Praha
V průběhu podzimu 2010 se poprvé podíval do A-týmu "sešívaných". Ligový debut absolvoval v 11. kole hraném 1. října 2010 proti Viktorii Plzeň (prohra 0:1), v 85. minutě nahradil na hrací ploše Jakuba Horu. Od sezony 2011/12 nastupoval pravidelně za "áčko", se kterým se umisťoval převážně ve druhé polovině tabulky. Za pražský tým odehrál během 3,5letého působení v lize 62 zápasů, ve kterých dal dvě branky. Prosadil se 19. 9. 2012 proti celku FK Teplice (výhra 2:0) a 5. srpna 2013 v souboji se Sigmou Olomouc (prohra 2:3).

### 1. FC Norimberk
V lednu 2014 přestoupil do německého mužstva 1. FC Norimberk tehdy působícího v bundeslize, kde podepsal smlouvu do léta 2017. Transfer byl odhadován na cca 1 milion eur. V klubu se setkal s krajany Tomášem Pekhartem a Adamem Hlouškem. Své první ligové utkání za Norimberk absolvoval v úvodním jarním kole 25. 1. 2014 v utkání proti týmu TSG 1899 Hoffenheim (výhra 4:0), na hřiště přišel v průběhu druhého poločasu. Po půl roce tohoto angažmá sestoupil se svým zaměstnavatelem do 2. Bundesligy. V ročníku 2017̠/18 se s Norimberkem vrátil do nejvyšší soutěže. Následně s mužstvem podepsal nový kontrakt do roku 2020. V létě 2018 po opětovném sestupu Norimberku do druhé nejvyšší soutěže o něj projevil zájem tehdejší nováček první ligy klub SC Paderborn 07, Petrák však zůstal v 1. FC a později podstoupil operaci třísel. Za Norimberk odehrál celkem 129 ligových střetnutí (z toho 33 v Bundeslize) a dal tři ligové branky.

### Dynamo Drážďany (hostování)
Před jarní částí sezony 2019/20 odešel na půlroční hostování s opcí do Dynama Drážďany, kde se sešel s krajanem Josefem Hušbauerem. Ligový debut za Drážďany si připsal v 19. kole hraném 29. ledna 2020 v souboji s týmem Karlsruher SC (výhra 1:0). S Dynamem bojoval o záchranu ve druhé nejvyšší soutěži, která se nezdařila.

### ŠK Slovan Bratislava
V létě 2020 přestoupil na Slovensko a dohodl se na tříleté smlouvě se Slovanem Bratislava, úřadujícím mistrem z ročníku 2019/20 Fortuna ligy. Dobré reference na hráče dal Marek Mintál, který s ním působil v Norimberku. Svůj první ligový zápas v dresu "belasých" absolvoval 15. 8. 2020 ve třetím kole proti ViOnu Zlaté Moravce – Vráble (prohra 1:2), odehrál 69 minut. Na jaře 2021 vybojoval se Slovanem titul, který byl pro mužstvo již třetí v řadě. I když ve Slovenském poháru nenastoupil k žádnému zápas náleží zisk této trofeje i jemu, jelikož byl součástí mužstva. Velkou části sezony jej pronásledovaly zdravotní problémy. V podzimní části ročníku 2021/22 hrál za juniorku neboli rezervu Slovanu, v dresu "áčka" nastoupil na podzim 2021 pouze ke dvěma utkáním Slovenského poháru.

### Bohemians Praha 1905
V lednu 2022 se vrátil po osmi letech do Česka a podepsal kontrakt na půl roku s klubem Bohemians Praha 1905.

## Klubové statistiky
Aktuální k 19. červnu 2022
| Sezona    | Klub                    | Soutěž         | Zápasy | Góly |
| --------- | ----------------------- | -------------- | ------ | ---- |
| 2010/2011 | SK Slavia Praha         | Gambrinus liga | 1      | 0    |
| 2011/2012 | SK Slavia Praha         | Gambrinus liga | 21     | 0    |
| 2012/2013 | SK Slavia Praha         | Gambrinus liga | 26     | 1    |
| 2013/2014 | SK Slavia Praha         | Gambrinus liga | 14     | 1    |
| 2013/2014 | 1. FC Norimberk         | Bundesliga     | 11     | 0    |
| 2014/2015 | 1. FC Norimberk         | 2. Bundesliga  | 29     | 0    |
| 2015/2016 | 1. FC Norimberk         | 2. Bundesliga  | 17     | 1    |
| 2016/2017 | 1. FC Norimberk         | 2. Bundesliga  | 23     | 1    |
| 2017/2018 | 1. FC Norimberk         | 2. Bundesliga  | 24     | 1    |
| 2018/2019 | 1. FC Norimberk         | Bundesliga     | 22     | 0    |
| 2019/2020 | 1. FC Norimberk         | 2. Bundesliga  | 3      | 0    |
| 2019/2020 | Dynamo Drážďany (host.) | 2. Bundesliga  | 13     | 0    |
| 2020/2021 | ŠK Slovan Bratislava    | Fortuna liga   | 3      | 0    |
| 2021/2022 | ŠK Slovan Bratislava B  | 2. liga        | 13     | 1    |
| 2021/2022 | Bohemians Praha 1905    | Fortuna:Liga   | 10     | 1    |

## Reprezentační kariéra
Petrák odehrál několik zápasů za mládežnické reprezentace ČR. Mimo jiné se v roce 2008 účastnil několika zápasů kvalifikace na mistrovství Evropy hráčů do 17 let.
Za českou jedenadvacítku vstřelil první gól ve svém třetím zápase 14. srpna 2013 v přátelském utkání proti hostujícímu Nizozemsku a byl to vítězný gól, „lvíčata“ porazila mladé Nizozemce 1:0. Zúčastnil se domácího Mistrovství Evropy hráčů do 21 let 2015 konaného v Praze, Olomouci a Uherském Hradišti, odehrál zde všechny tři zápasy českého týmu (porážka 1:2 s Dánskem, výhra 4:0 nad Srbskem a remíza 1:1 s Německem), který ze základní skupiny nepostoupil.

### Reprezentační góly
Góly Ondřeje Petráka v české reprezentaci do 21 let
| 010                 | 14. 8. 2013 | Stadion FK Viktoria Žižkov, Praha | Nizozemsko | 01:00 (71.) | 1:0 | přátelský zápas |
| Platí k 17. 6. 2015 |             |                                   |            |             |     |                 |